# Mansfield (Texas)
Mansfield város az USA Texas államában, Ellis, Johnson és Tarrant megyében. Lakosainak száma 72 602 fő (2020. április 1.).

## Népesség
A település népességének változása:

| 2010 | 56 368 |
| 2020 | 72 602 |